# Andreas Schmelz
Andreas Schmelz (* 8. Dezember 1960 in Düsseldorf) ist ein ehemaliger deutscher Ruderer, der zwei Weltmeisterschaftsmedaillen gewann.
Andreas Schmelz von der RG Eberbach begann 1978 mit dem Rudersport und trainierte bei Harald Punt. Bei den Ruder-Weltmeisterschaften 1982 belegte er mit dem Achter den fünften Platz. 1983 gewann der 1,96 m große Schmelz den deutschen Meistertitel im Einer vor Georg Agrikola, gemeinsam gewannen die beiden den Meistertitel im Doppelzweier. Bei den Ruder-Weltmeisterschaften 1983 wurden Schmelz und Agrikola Dritte hinter dem DDR-Boot mit Lange/Heppner und den Norwegern Thorsen/Hansen. Nach dem Gewinn des deutschen Meistertitels 1984 und dem Olympiaboykott der DDR-Ruderer galten Schmelz und Agrikola als aussichtsreiche Kandidaten für eine Medaille bei den Olympischen Spielen in Los Angeles, im Olympiafinale ruderten sie auf den vierten Platz.
Ab 1985 ruderte Schmelz im Doppelzweier mit Ralf Thienel, die beiden belegten bei den Ruder-Weltmeisterschaften 1985 den fünften Platz. 1987 gewannen die beiden den deutschen Meistertitel und erkämpften bei den Ruder-Weltmeisterschaften 1987 die Silbermedaille hinter dem bulgarischen Boot. Schmelz war 1988 zusammen mit Ralf Thienel und 1989 zusammen mit Armin Weyrauch noch zweimal deutscher Vizemeister im Doppelzweier, kam aber bei internationalen Meisterschaften nicht mehr zum Einsatz.